# С-23 (подводная лодка)
С-23— советская дизель-электрическая торпедная подводная лодка серии IX-бис-2, тип С — «Средняя» времён Второй мировой войны. Построена в 1940—1947 годах, входила в состав Тихоокеанского флота, списана в 1957 году.

## История строительства
С-23 заложена 25 июня 1940 года на заводе № 112 «Красное Сормово» в Горьком под заводским номером 296. Спущена на воду 2 мая 1941 года. Начало Великой Отечественной войны С-23 встретила в достройке. В 1945—1947 годах была достроена по проекту IX-бис-2, получив ряд усовершенствований. Весной 1947 года была переведена в Полярный для прохождения испытаний.

## История службы
27 июня 1947 года С-23 вступила в строй, 10 августа лодка вошла в состав Северного флота, зачислена в состав 5-го дивизиона Бригады подводных лодок Северного флота.
В августе-сентябре 1950 года С-23 вместе с однотипными подводными лодками С-25 и С-26 в составе второй группы экспедиции особого назначения ЭОН-49 перешла Северным морским путём на Дальний Восток. 21 сентября 1950 года вошла в состав 7-го ВМФ, зачислена в состав 50-го дивизиона 3-й бригады подводных лодок Сахалинской военной флотилии, базировалась на Советскую Гавань. 17 апреля 1951 года передана 90-й бригаде подводных лодок с прежним местом базирования, а в августе передана 91-й бригаде и перебазирована в бухту Крашенинникова (Камчатка). С сентября 1953 года входила в 182-ю бригаду подводных лодок. К июню 1954 года прошла средний ремонт. В 1956 году снова переведена в Советскую Гавань. 18 апреля 1958 года С-23 исключена из боевого состава и переоборудована в плавучую зарядовую станцию, переименована в ЗАС-15, обеспечивала базирование 126-й бригады подводных лодок в заливе Владимира (посёлок Ракушка).
Окончательно исключена из списков флота 15 сентября 1960 года, вскоре была утилизирована.

## Командиры
- 1949—1951: Н. И. Ямщиков;
- 1951-??: А. Б. Тёмин.